# 浜本愛里
浜本 愛里（はまもと あいり、9月18日 - ）は、日本のタレント・ラジオパーソナリティ、ヨガインストラクターである。

## 人物・来歴
京都府出身でタレントオフィスともだち所属。父は関西大学文学部教授でドイツ文学者の浜本隆志。イベントのMCが多かったものの、近年はケーブルテレビやラジオへ活動も増やしつつある。
剛璃羅'zのメインのドラマーでもある。『たこ焼き』が好物で、『しいたけ』は苦手。秘書技能検定2級。ビジネスマナー検定2級。全米ヨガアライアンス200時間修了。日本漢字能力検定２級。自称カレーDJ。2015年春から、”落語”を始める。Unlimited tone“Clap YOUR hands” のMVに出演。
2015年9月9日繁盛亭主催「落語家入門講座」初級修了。芸名「紅梅亭　愛里（ラブリ）」。
2016年10月1日の放送をもって、しばらく休業となる。
2020年10月1日より、宝塚フライ・ミー・トゥー・ザ・ムーン（エフエム宝塚）に復活する。

## 過去の担当番組
- 『Friday Atomic Radio』（エフエムあまがさき）
- ミルマガ - キャスター（明石ケーブルテレビ）
- OIC Majical Moment（エフエム岡山）
- たからづか8丁目35番地（木曜日レポーター・エフエム宝塚）
- CRK MUSIC H.E.A.D.S.（月曜日・ラジオ関西）
- KYOTO AIR LOUNGE（木曜日・α-Station）
- SHIMANCHU-NU WAVE（水曜日・α-Station）
- CRK MUSIC H.E.A.D.S. ANNEX（土曜日・ラジオ関西）
- α-DAYLIGHT CALL（土曜日α-Station）
- ぶらばん。 - レポーター（姫路ケーブルテレビ）